# Tesla Supercharger

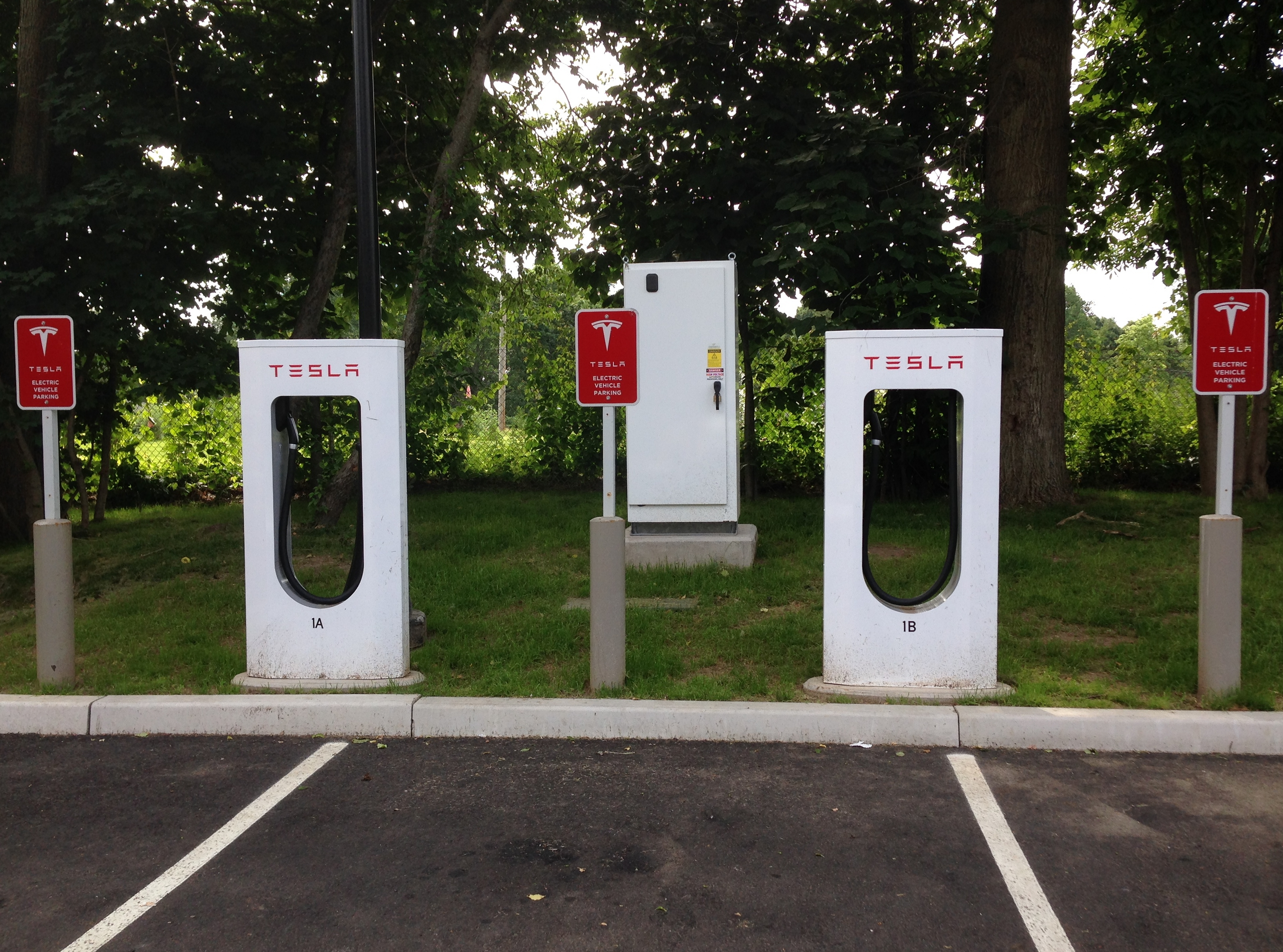
Tesla snellaadstation in Greenwich (Connecticut).

Een Tesla supercharger is een snellaadstation voor het opladen van elektrische auto's  oorspronkelijk beperkt tot Tesla. Sinds 2022 is het ook mogelijk om elektrische auto's van andere fabrikanten met de superchargers te laden in Nederland. Het supercharger netwerk is het snelstgroeiende snellaadnetwerk voor elektrische auto's. Eind 2016 waren er wereldwijd 769 stations, met 4876 laders, eind 2019 stond de teller op 1716 stations met totaal 15.000 laadzuilen, eind 2020 zijn er 2.016 Supercharger locaties met totaal 20.000 laders. De snellaadstations zijn opgezet om lange afstandsreizen te kunnen maken. De stations zijn geplaatst langs doorgaande routes dicht bij voorzieningen zoals hotels, restaurants en winkelgebieden.
Bij een Supercharger kan in 30 minuten zo'n 270 kilometer actieradius geladen worden (versie 2 laadzuil) en bij de V3 versie van de laadzuilen kan er in 15 minuten 290 kilometer actieradius geladen worden.

## België
De eerste supercharger in België werd in augustus 2014 in Nijvel in gebruik genomen. Er zijn eind 2020 14 superchargers in België en er zijn 7 nieuwe gepland.

## Nederland
De eerste superchargers in Nederland werden begin 2014 in gebruik genomen in Oosterhout aan de A27 en Zevenaar aan de A12. Er zijn eind 2020 30 supercharger locaties in Nederland en er zijn 6 nieuwe gepland. In juli 2020 zijn de eerste V3-snellaadstations op vier locaties verspreid door Nederland met een laadcapaciteit tot 250 kW per auto.